# دفاتر الطوفان
دفاتر الطوفان هو مسلسل درامي، اجتماعي، سياسي، رومانسي، تشويق من إنتاج المركز العربي للإنتاج الإعلامي - الأردن، المنتج عدنان العوامله، المنتج التنفيذي طلال العوامله، إخراج موفق الصلاح، كتابة سميحة خريس، بطولة زهير النوباني، عاكف نجم، ناريمان عبد الكريم، واخرون.
يقدم هذا العمل مقطعاً عن الحياة في بلاد الشام، ففي مطلع القرن العشرين، حيث احتضنت عَمّان الأحداث والتحولات التي مرت على هذه المنطقة ابتداءً من الحالة السياسية التحررية الاستقلالية التي انطلقت بقيام الثورة العربية الكبرى، وما رافق ذلك وتبعه من رحيل الثوار العرب إليها واستقرارهم فيها، إلى نكبة 1948 وما تبعها.

## قصة المسلسل
تدور أحداث هذا العمل بين عامي 1937 و 1938 ، ويستعرض كيفية ذوبان مجاميع الناس القادمين من خلفيات متباينة وثقافات متعددة، وكيفية نشوء هذا النسيج الجديد الحي ممثلاً بهذه المدينة التي كانت في ذلك الزمان تسمى بمدينة المياه، وانتهى بها الحال إلى أن أصبحت مدينة بلا مياه.
يكشف المسلسل طبيعة الروابط بين البشر عندما يرتبطون بعلاقة الجيرة والمصالح التجارية، رغم أنهم مختلفون في الأصول، فهناك الفلسطيني والأردني والشركسي والأرمني، الفلاح وابن المدينة، المتعلم والجاهل، كل هؤلاء يصنعون حكاية عَمّانية، عربية وإنسانية في الوقت نفسه.
كما ويستعرض العمل كيفية ذوبان جموع الناس القادمين من خلفيات متباينة وثقافات متعددة، ونشوء نسيج يكشف عن طبيعة البشر عندما يرتبطون بعلاقة الجيرة والمصالح التجارية، رغم أنهم مختلفين في الأصول، فهناك الفلسطيني والأردني والشركسي والأرمني، كل هؤلاء يصنعون حكاية عمانية، عربية وانسانية في الوقت نفسه

## بطولة
زهير النوباني، عاكف نجم، ناريمان عبد الكريم، مارغو حداد، حسن الشاعر، فؤاد الشوملي، داود جلاجل، محمد الإبراهيمي، إبراهيم أبو الخير، ريم بشناق.